# 中野村 (岩手県岩手郡)
中野村（なかのむら）は、かつて岩手県にあった町。

## 沿革
- 1889年（明治22年）4月1日 - 町村制施行により南岩手郡東安庭村、門村、東中野村が合併し、中野村が発足。
- 1897年（明治30年）4月1日 - 郡の統合により南岩手郡と北岩手郡が合併し、岩手郡に所属[1]。
- 1941年（昭和16年）4月10日 - 盛岡市に編入され消滅。